# Pilea attenuata
Pilea attenuata är en nässelväxtart som beskrevs av Ellsworth Paine Killip. Pilea attenuata ingår i släktet pileor, och familjen nässelväxter. Inga underarter finns listade i Catalogue of Life.